# トリオ・オブ・ドゥーム
トリオ・オブ・ドゥーム（Trio of Doom）は、1979年の3月2日から3月4日にわたってキューバのハバナで行われたハバナ・ジャム (Havana Jam)へ出演するための目的で、ジョン・マクラフリン、トニー・ウィリアムス、ジャコ・パストリアスら3人により結成されたトリオ。
ハバナ・ジャム出演後にはニューヨークのスタジオでライブ盤として発売された『ハバナ・ジャム』と『ハバナ・ジャム II』用のレコーディングも行っている。ジャコとジョン・マクラフリンとの組み合わせは、各々のレコーディング・キャリア中でもこの時だけとなっているが、トニー・ウィリアムスとジャコはウェザー・リポート時代にアルバム『ミスター・ゴーン』で共演したり、ハービー・ハンコックのアルバムなどでも共演するなど、接点は多い。2007年にはスタジオ録音の未発表音源などが含まれたアルバム『トリオ・オブ・ドゥーム』が発売されて、28年を経てこのトリオの全体像を聴くことができる音源がリリースされた（ちなみにライブ・テイクとして当初発表されたトラックは、実はライブ後にジョンとトニーの不満を受けNYにて録り直されたスタジオ・テイクであったという事実が明らかになった）。

## メンバー
- ジョン・マクラフリン (John McLaughlin) - ギター
- トニー・ウィリアムス (Tony Williams) - ドラム
- ジャコ・パストリアス (Jaco Pastorius) - ベース

## ディスコグラフィ
- 『ハバナ・ジャム』 - Havana Jam (1979年) ※オムニバス。1曲収録
- 『ハバナ・ジャム II』 - Havana Jam II (1979年) ※オムニバス。2曲収録
- 『トリオ・オブ・ドゥーム』 - Trio of Doom (2007年)